# Stephen Hawking
Stephen Hawking CH CBE FRS FRSA (n. 8 ianuarie 1942, Oxford, Anglia, Regatul Unit – d. 14 martie 2018, Cambridge, Anglia, Regatul Unit) a fost un fizician englez, teoretician al originii universului și unul dintre cei mai mari cosmologi contemporani, profesor la catedra de matematică de la Universitatea Cambridge.

## Biografie

### Studii
Stephen Hawking s-a născut în ziua în care se împlineau 300 de ani de la moartea lui Galileo Galilei. A făcut școala la St. Albans School (Hertfordshire) și la University College (Oxford). În 1962 - la vârsta de 20 de ani - obține titlul de Doctor în Fizică la Trinity Hall din Cambridge, unde își începe activitatea didactică și științifică.

### Lupta cu boala și infirmitatea
În 1963, la vârsta de 21 de ani, Hawking observă pentru prima dată o slăbiciune a mușchilor. În urma unui examen medical, se constată o boală progresivă de neuron motor, afecțiune cunoscută sub numele de scleroză laterală amiotrofică. I se dau maximum 2 ani de trăit. Hawking nu cedează, continuă să lucreze, în ciuda agravării continue a invalidității.Se căsătorește în 1965 cu Jane Wilde (divorțând ulterior, în 1995, după o separare ce dura din 1990), și va avea trei copii. Paralizia progresează și, cu timpul, devine complet imobilizat, își pierde vocea și este constrâns să comunice cu ajutorul unui computer sofisticat (conceput special pentru el de un prieten), care poate fi controlat cu mișcări ale capului și globilor oculari, la o viteză de cincisprezece cuvinte pe minut. Infirmitatea nu îl poate împiedica să își continue activitatea didactică și științifică. În 1995 se căsătorește din nou, cu Elaine Mason.
În data de 20 aprilie 2009, Universitatea Cambridge a declarat că Hawking este „foarte bolnav”, și a fost internat la spitalul Addenbrooke.  A doua zi s-a declarat că starea lui este stabilă, dar pentru observație și o recuperare integrală, este în continuare ținut la spital. A decedat în locuința sa din Cambridge, pe data de 14 martie 2018.

### Activitatea științifică
Principalele domenii de cercetare sunt cosmologia teoretică, relativitatea generală și mecanica cuantică. În anii 1965-1970 elaborează un model matematic asupra originii și evoluției universului în expansiune, din momentul "marii explozii" inițiale ("The Big Bang") și întreprinde studii asupra relației dintre găurile negre din univers și termodinamică. Cercetările sale l-au dus la concluzia că aceste găuri negre au o durată de existență limitată, constituirea unor perechi de particule-antiparticule virtuale ducând la o "evaporare" treptată a acestora sub forma radiației Hawking. Mai târziu, revine asupra acestei teorii, admițând că radiația se produce indiferent de procesul ce are loc înăuntrul unei găuri negre, reprezentare ce contrazice regulile mecanicii cuantice, teorie cunoscută sub numele de paradoxul informațional al găurilor negre. La Conferința Internațională asupra Relativității Generale și Gravitației din 21 iulie 2004, care a avut loc la Dublin, Hawking a emis ideea că găurile negre ar putea transmite, într-o manieră deformată, informații asupra întregii materii pe care au asimilat-o.
Foarte populare sunt cărțile sale de popularizare a științei, pentru nespecialiști: A Brief History of Time, 1988 (publicată în limba română sub titlul Scurtă istorie a timpului, 2004), Einstein's dream, 1993 (Visul lui Einstein și alte eseuri), The Universe in a Nutshell, 2001 (Universul într-o coajă de nucă, 2004) și A briefer history of time, în colaborare cu Leonard Mlodinow, 2005 (O mai scurtă istorie a timpului).
În data de 1 octombrie 2009, Universitatea din Cambridge declară că: În joia aceasta celebrul fizician și cosmolog predă la celebra „Catedră Lucasiană de Matematică” a Universității.
Stephen Hawking  a construit un calculator la vârsta de șaisprezece ani, folosind piese de schimb.

## Premii și distincții
- Fellow of the Royal Society din 1974
- ''Companion of the Order of the British Empire'' din 1982
- Medalia de Aur din partea ''Royal Astronomical Society'' 1985
- Premiul J. E. Lilienfeld de la ''American Physical Society'' 1999
- Medalia de aur Papa Pius al XII-lea, decernată de Vatican în 1975
- Membru al '''Academiei Pontificale de Științe''''' din 1986, deși teoriile sale nu sunt întru totul de acord cu interpretarea religioasă a creației lumii
- ''Premiul '''Wolf''' pentru Fizică, împreună cu Roger Penrose, în 1988
- Profesor de onoare al Instituto de Astrofísica de Canarias, în 2016[33][34]

## Opere publicate în limba română
- Teoria Universală (2014)
- Scurtă istorie a timpului (2004)[35]
- Visul lui Einstein și alte eseuri (2004)[36]
- Universul într-o coajă de nucă (2005)[37]
- O mai scurtă istorie a timpului (2007)[38]
- George și cheia secretă a universului, coautor Lucy Hawking (2009)[39]
- George și vânătoarea de comori în cosmos, coautor Lucy Hawking (2010)[40]
- George și Big Bangul, coautor Lucy Hawking (2000)
- George și codul indescifrabil (2014)
- George și luna albastra (2016)
- "Descifrarea Universului", coautor Lucy Hawking (2020) [41]
- Marele Plan (2012)
- Răspunsuri scurte la marile întrebări (2018)

## Hawking în enciclopedii
- И.Г. Колчинский, А.А. Корсунь, Родригес, Астрономы, Киев, Наукова Думка, 1986
- Ю.А. Храмов, Физики, М., Наука, 1983
- Bol'shoi Rossiiskii Entsikopedicheskii Slovar, M., Izd-vo Drofa, 2009
- Hawking, Steven//Enciclopedia Universală Britannica, B.- Ch., Ed.Litera, 2010